# Apple Corps
A Apple Corps Limited é uma empresa de multimídia britânica fundada em Londres em janeiro de 1968 pelos membros dos Beatles para substituir sua empresa anterior, a Beatles Ltd., e formar um conglomerado. Seu nome, pronunciado "apple core", é um trocadilho. Sua principal divisão é a Apple Records, que foi lançada no mesmo ano. Outras divisões incluíam a Apple Electronics, a Apple Films, a Apple Publishing e a Apple Retail, sendo o empreendimento mais notável desta última a Apple Boutique, de curta duração, na esquina da Baker Street com a Paddington Street.
A sede da Apple no final da década de 1960 ficava nos andares superiores do 94 Baker Street, depois no 95 Wigmore Street e, posteriormente, no 3 Savile Row. O último desses endereços também era conhecido como Apple Building, que abrigava o estúdio da Apple. De 1970 a 2007, o diretor executivo da Apple foi o ex-empresário dos Beatles, Neil Aspinall, embora ele não tenha assumido oficialmente esse título até que Allen Klein deixou a empresa. O atual CEO é Jeff Jones. Em 2010, a Apple Corps ficou em segundo lugar na lista da revista Fast Company das empresas mais inovadoras do mundo na indústria musical, graças ao lançamento do videogame The Beatles: Rock Band e à remasterização do catálogo dos Beatles.

## História
Os contabilistas dos Beatles informaram ao grupo que eles tinham £2 milhões que poderiam investir em um empreendimento comercial ou então perder para a Receita Federal, porque os impostos corporativos/empresariais eram menores do que suas contas de impostos individuais. De acordo com Peter Brown, assistente pessoal do empresário dos Beatles, Brian Epstein, as atividades para encontrar abrigos fiscais para a renda gerada pelos Beatles começaram já em 1963-64, quando Walter Strach foi encarregado de tais operações. Os primeiros passos nessa direção foram a fundação da Beatles Ltd e, no início de 1967, da Beatles and Co.

O publicitário dos Beatles, Derek Taylor, lembrou que Paul McCartney tinha o nome da nova empresa quando visitou o apartamento de Taylor em Londres: "Estamos começando uma nova forma de negócio. Então, qual é a primeira coisa que uma criança aprende quando começa a crescer? A é de Apple". McCartney então sugeriu a adição de Apple Core, mas eles não conseguiram registrar o nome, então usaram "Corps" (com a mesma pronúncia). McCartney revelou mais tarde que se inspirou na pintura de René Magritte, Le Jeu de Mourre, que apresenta uma maçã com as palavras "Au revoir" pintadas nela. O livro de Harriet Vyner de 1999 sobre o falecido negociante de arte de Londres Robert Fraser, "Groovy Bob", contém esta anedota de McCartney sobre a primeira vez que ele viu a pintura que inspiraria o logotipo da empresa em 1967: 
No meu jardim na Cavendish Avenue, que era uma casa centenária que comprei, Robert era um visitante frequente. Um dia ele conseguiu um Magritte que achou que eu adoraria. Sendo Robert, ele simplesmente pegaria e traria. Eu estava no jardim com alguns amigos. Acho que estava filmando Mary Hopkin com uma equipe de filmagem, apenas fazendo com que ela cantasse ao vivo no jardim, com abelhas e moscas zumbindo por aí, no alto verão. Estávamos na grama alta, muito bonita, muito campestre. Estávamos no jardim e Robert não quis interromper, então quando voltamos pela grande porta que dava para a sala de estar, lá em cima da mesa ele tinha acabado de apoiar esse pequeno Magritte. Era de uma maçã verde. Essa se tornou a base do logotipo da Apple. Do outro lado do quadro, Magritte escrevera com aquela bela caligrafia do seu “Au revoir”. E Robert se separou. Achei que foi a coisa mais legal que alguém já fez comigo".

### Formação
Sobre a fundação da Apple, John Lennon comentou: "Nosso contador veio e disse: 'Temos essa quantia de dinheiro. Você quer dá-la ao governo ou fazer algo com ela?' Então decidimos brincar de empresários por um tempo porque temos que cuidar de nossos próprios negócios agora. Então temos essa coisa chamada 'Apple' que vai ser discos, filmes e eletrônicos - que estão todos amarrados".

Stefan Granados escreveu em Those Were the Days: An Unofficial History of the "Beatles" Apple Organization 1967–2001, sobre os vários processos que levaram à formação da Apple Corps:
O primeiro passo para a criação desta nova estrutura de negócios foi formar uma nova parceria chamada Beatles and Co. em abril de 1967. Para todos os efeitos, Beatles and Co. No novo acordo, no entanto, cada Beatle deteria 5% dos Beatles and Co. e uma nova empresa de propriedade coletiva dos quatro Beatles [que em breve seria conhecida como Apple] receberia o controle dos 80% restantes dos Beatles and Co. com exceção de composições individuais royalties, que ainda seriam pagos diretamente ao escritor ou compositores de uma determinada música, todo o dinheiro ganho pelos Beatles como um grupo iria diretamente para os Beatles and Co".
Agora que uma nova estrutura de negócios foi encontrada com uma taxa de imposto mais baixa, Epstein refletiu sobre o que fazer com ela para justificá-la às autoridades, e originalmente pensou nela principalmente como uma empresa de merchandising, de acordo com a primeira esposa de Lennon, Cynthia: "A ideia que Brian teve foi uma empresa chamada Apple. Sua ideia era investir seu dinheiro em uma rede de lojas não muito diferente da Woolworth's em conceito: butiques da Apple, pôsteres da Apple, discos da Apple. Brian precisava de uma saída para sua energia sem limites". Assistente pessoal de Epstein, Alistair Taylor lembrou:
Montamos um “Conselho Executivo” da Apple antes de Brian morrer, incluindo Brian, o contador, um advogado, Neil Aspinall, eu mesmo, e então nos sentamos para descobrir maneiras de gastar o dinheiro. Uma grande ideia foi montar uma rede de lojas destinadas apenas à venda de cartões: cartões de aniversário, cartões de Natal, cartões de aniversário. Quando os meninos souberam disso, todos condenaram o esquema como o mais chato até então. Certos de que poderiam ter ondas cerebrais muito melhores, eles próprios começaram a se envolver".
No meio da criação da nova empresa, o empresário Epstein morreu inesperadamente no que pareceu uma overdose acidental de pílulas para dormir em 27 de agosto de 1967, o que pressionou os Beatles a acelerar seus planos de ganhar o controle de seus próprios negócios financeiros. Além de fornecer um guarda-chuva para cobrir os próprios negócios e assuntos financeiros dos Beatles, a Apple tinha a intenção de fornecer um meio de apoio financeiro a qualquer pessoa no mundo que estivesse lutando para tirar do papel projetos artísticos "valiosos". Segundo Granados, essa ideia provavelmente se originou com Paul McCartney como o Beatle mais engajado na cena de vanguarda local de Londres, "McCartney estava entre os expoentes mais conhecidos do swing de Londres". Ringo Starr foi citado dizendo sobre o empreendimento: 
Tentamos formar a Apple com [irmão de Brian] Clive Epstein, mas ele não aceitou... Ele não acreditou em nós, suponho... Ele não achou que poderíamos fazer isso. Ele pensou que éramos quatro homens selvagens e que iríamos gastar todo o seu dinheiro e deixá-lo falido. Mas essa foi a ideia original da Apple – formar isso com a NEMS... Nós pensamos que agora que Brian se foi, vamos realmente nos unir e fazer essa coisa funcionar, vamos fazer discos e atrair pessoas para nossa gravadora e coisas assim. Então formamos a Apple e eles formaram a NEMS, que é exatamente a mesma coisa que estamos fazendo. Era um laço de família e pensamos que seria uma boa ideia mantê-lo".
McCartney inicialmente pretendia usar a empresa de publicação musical de Epstein, NEMS Enterprises, para esses planos, mas após a morte de Epstein, soube-se que o australiano Robert Stigwood estava tentando obter a NEMS. Nenhum dos quatro Beatles era a favor de tal resultado, como McCartney havia dito anteriormente a Epstein em 1967: 
Dissemos: 'Na verdade, se você conseguir, se de alguma forma conseguir fazer isso, podemos prometer uma coisa. Gravaremos “God Save the Queen” para cada disco que fizermos a partir de agora e cantaremos desafinado. Isso é uma promessa. Então, se esse cara nos comprar, é isso que ele está comprando'".
Eles se apressaram em criar a Apple e, vendo que os Beatles não fariam parte do pacote NEMS, Stigwood decidiu formar sua própria empresa, a RSO Records. O logotipo da Apple foi criado por Gene Mahon, com o ilustrador Alan Aldridge transcrevendo o aviso de direitos autorais para aparecer nos lançamentos de discos. Em janeiro de 1968, a Beatles Ltd. mudou oficialmente seu nome para Apple Corps. Ltd. e registrou a marca Apple em quarenta e sete países Em fevereiro, a empresa também registrou a Apple Electronics, Apple Films Ltd., Apple Management, Apple Music Publishing, Apple Overseas, Apple Publicity, Apple Records, Apple Retail e Apple Tailoring Civil and Theatrical com a intenção de se concentrar em cinco divisões: discos, eletrônicos, filmes, publicação e varejo.
Lennon e McCartney apresentaram seu novo conceito de negócio em uma coletiva de imprensa realizada em 14 de maio de 1968 na cidade de Nova York, com McCartney dizendo que seria "um lugar lindo onde você pode comprar coisas lindas... uma estranheza controlada... uma espécie de comunismo ocidental". Lennon disse: "É uma empresa que estamos montando, envolvendo discos, filmes e eletrônicos, e - como atividade paralela - fabricação ou o que quer que seja. Queremos montar um sistema onde as pessoas que querem apenas fazer um filme sobre qualquer coisa, não tenham que se ajoelhar no escritório de alguém, provavelmente o seu". McCartney também disse: "É apenas uma tentativa de misturar negócios com diversão. Estamos na posição feliz de não precisar de mais dinheiro. Então, pela primeira vez, os chefes não estão nisso por lucro. Já compramos todos os nossos sonhos. Queremos compartilhar essa possibilidade com os outros".

### Administração inicial
Nos primeiros meses de existência da Apple, ela nem sequer tinha um escritório. A maior parte dos negócios da empresa era conduzida no prédio da NEMS. Foi somente no outono de 1967 que a Apple finalmente abriu um escritório em Londres. Como os Beatles já possuíam um prédio de quatro andares na Baker Street, 94, que havia sido comprado como propriedade de investimento por seus contadores, eles decidiram que a Baker Street era um local tão bom quanto qualquer outro para a Apple. Em setembro, eles montaram um escritório para a Apple Publishing no prédio da Baker Street. Com a morte de Epstein, não havia ninguém no círculo interno dos Beatles com perspicácia empresarial que pudesse administrar a empresa e, assim como aconteceu com os negócios da banda, os Beatles decidiram que eles mesmos administrariam.
Em dezembro de 1967, logo após a morte de Epstein, Lennon pediu a Alistair Taylor para trabalhar como gerente geral da Apple. Foi durante esse período que Taylor apareceu no famoso anúncio para promover a Apple pedindo novos artistas. Projetado por McCartney, ele o mostrava disfarçado de banda de um homem só, afirmando: "Este homem tem talento..." A publicação no New Musical Express e na Rolling Stone atraiu uma avalanche de candidatos. A sala de correspondência, a central telefônica e as salas de conferência ficavam lotadas o tempo todo com "artistas" implorando para que os Beatles lhes dessem dinheiro. George Harrison lamentaria mais tarde que "todos os tipos de aberrações do mundo estavam lá". Muitos desses suplicantes receberam os investimentos que buscavam e nunca mais se ouviu falar deles.
Embora a Apple tenha sido declarada a gravadora nova mais bem-sucedida do ano de 1968, em pouco tempo a ignorância dos membros da banda sobre finanças e administração, combinada com sua missão ingênua e utópica de financiar artistas desconhecidos e em dificuldades, deixou a Apple Corps sem um plano de negócios sólido.

A ingenuidade dos Beatles e sua incapacidade de controlar suas próprias contas também foram avidamente exploradas pelos funcionários da Apple, que compravam drogas e bebidas alcoólicas, almoços da empresa em restaurantes caros de Londres e ligações internacionais feitas regularmente em telefones do escritório, tudo isso tratado como despesas comerciais. Os escritores Alan Clayson e Spencer Leigh descreveram a desesperança dos proprietários em administrar sua própria criação:
Fora de seu alcance, um Beatle poderia ocupar um quarto em Savile Row, seguir o horário de expediente convencional e bancar o diretor da companhia até que a novidade passasse. Inicialmente, ele desviava o olhar da realidade nojenta do sanduíche de bife meio comido em uma lata de lixo; o funcionário enrolando um baseado do melhor haxixe afegão; o datilógrafo que digita uma única letra (no estilo caseiro, sem pontos de exclamação!) a manhã toda antes de 'sair' e só voltar no dia seguinte. Uma grande luz raiou. “Tínhamos, tipo, mil pessoas que não eram necessárias”, rosnou Ringo, “mas todos gostaram. Todos estavam sendo pagos para ficarem sentados. Tinha um cara lá só para ler as cartas de tarô, o I Ching. Foi uma loucura".
Aspinall finalmente concordou em dirigir a empresa temporariamente, simplesmente para que alguém finalmente ficasse no comando. Quando, em 1969, os Beatles contrataram Klein como seu empresário, ele também herdou a presidência da Apple Corps, o que levou a uma simplificação imediata dos negócios da empresa: "Da noite para o dia, a falta de preocupação superficial deu lugar a perguntas pontuais", escreveram Clayson e Leigh. "Qual datilógrafo liga para Canberra todas as tardes? Por que fulano deu a si mesmo um aumento de 60 libras por semana? Por que ele só é visto no dia do pagamento? De repente, o almoço significava feijão com torrada na cozinha do escritório em vez de caviar Beluga da Fortnum & Mason".

### Separação dos Beatles e anos posteriores
Os dois primeiros anos de existência da empresa também coincidiram com uma piora acentuada no relacionamento dos Beatles entre si, o que levou à separação da banda em abril de 1970. A Apple rapidamente mergulhou no caos financeiro, que só foi resolvido depois de muitos anos de litígio. Quando a parceria dos Beatles foi dissolvida em 1975, a dissolução da Apple Corps também foi considerada, mas decidiu-se mantê-la operando, ao mesmo tempo em que efetivamente aposentaria ou desativaria todas as suas divisões. A empresa está atualmente sediada em 27 Ovington Square, no prestigiado bairro de Knightsbridge, em Londres. A propriedade e o controle da empresa permanecem com McCartney, Starr e os espólios de Lennon e Harrison.
A Apple Corps tem um longo histórico de disputas de marcas registradas com a Apple Computer (agora Apple Inc.). A disputa foi finalmente resolvida em 2007, com a Apple Corps transferindo a propriedade do nome "Apple" e todas as marcas registradas associadas para a Apple Inc., e a Apple Inc. licenciando-as exclusivamente para a empresa dos Beatles. Em abril de 2007, a Apple também resolveu uma longa disputa com a EMI e anunciou a aposentadoria do presidente-executivo Aspinall. Aspinall foi substituído por Jeff Jones.

## Subsidiárias
A Apple Corps operava em vários campos, principalmente relacionados ao mercado musical e outras mídias, por meio de diversas subsidiárias.

### Apple Electronics
A Apple Electronics era a divisão de eletrônicos da Apple Corps, fundada como Fiftyshapes Ltd., em 34 Boston Place, Westminster, Londres. Era liderado pelo associado dos Beatles, Yanni Alexis Mardas, a quem Lennon apelidou de Magic Alex. Com a intenção de revolucionar o mercado de eletrônicos de consumo, em grande parte por meio de produtos baseados nos designs exclusivos e, como se viu, comercialmente impraticáveis de Mardas, a divisão de eletrônicos não fez nenhum avanço. Após a demissão de Mardas em 1969, durante a "faxina" de Klein na Apple Corps, a Apple Electronics foi vítima das mesmas forças que perturbaram a empresa como um todo, incluindo a iminente separação dos Beatles. Mais tarde, foi estimado que as ideias e projetos de Mardas custaram aos Beatles pelo menos £ 300.000 (no valor aproximado de £6.24 milhões em 2021). 

### Apple Films
A Apple Films é a divisão de produção cinematográfica da Apple Corps. Sua primeira produção foi o filme para TV dos Beatles, Magical Mystery Tour, de 1967. Os filmes dos Beatles Yellow Submarine e Let it Be também foram produzidos pela Apple Films. Outros lançamentos notáveis incluem Raga (um documentário de 1971 sobre Ravi Shankar), The Concert for Bangladesh (1972) e Little Malcolm (1974). Este último, produzido por George Harrison, incluiu a música "Lonely Man" da banda Splinter da Dark Horse Records. A Apple Films também foi responsável pela produção das promoções televisionadas da Apple Corps.
A seguir está uma lista de lançamentos da Apple Films, geralmente na função de produtora.
- Magical Mystery Tour (1967)  –  Estrelando os Beatles; produzido e dirigido pelos Beatles; filmado em setembro–outubro de 1967; 54 minutos. Estreia mundial: BBC1 (TV), 26 de dezembro de 1967.
- Yellow Submarine (1968)  –  Filme de animação estrelando os Beatles; produzido por Al Brodax; dirigido por George Dunning; animação por Heinz Edelmann; escrito por Lee Minoff, Al Brodax, Jack Mendelsohn e Erich Segal; 85 minutos. Distribuído pela United Artists. Estreia mundial/Reino Unido: Londres, 17 de julho de 1968. Estreia nos Estados Unidos: Nova York, 13 de novembro de 1968.
- Did Britain Murder Hanratty? (1969)  –  Um documentário de 40 minutos encomendado por John Lennon e produzido pela Apple Films Limited. A única exibição pública do filme completo foi na cripta da Igreja de St Martin-in-the-Fields, em Londres, em 17 de fevereiro de 1970.[34][35]
- Let It Be (1970)  –  Documentário estrelando os Beatles; produzido por Neil Aspinall; dirigido por Michael Lindsay-Hogg; filmado em janeiro–fevereiro de 1969; 88 minutos. Distribuído pela United Artists. Estreia mundial/Estados Unidos: Nova York, 13 de maio de 1970. Estreia no Reino Unido: Londres, 20 de maio de 1970.
- Raga (1971)  –  Documentário estrelando Ravi Shankar, Yehudi Menuhin, George Harrison e Ustad Alauddin Khan; produzido por Howard Worth e Nancy Bacal; dirigido por Howard Worth; 96 minutos. Distribuído pela Apple Films. Estreia mundial/Estados Unidos: Nova  York, 23 de novembrio de 1971.
- The Concert for Bangladesh (1972)  –  Documentário de concerto estrelando George Harrison, Ravi Shankar, Ringo Starr, Bob Dylan, Ali Akbar Khan, Billy Preston, Eric Clapton e Leon Russell; produzido por George Harrison e Allen Klein; dirigido por Saul Swimmer; filmado em julho–agosto de 1971; 103 minutos. Distribuído pela 20th Century Fox. Estreia mundial/Estados Unidos: Nova York, 23 de março de 1972. Estreia no Reino Unido: Londres, 27 de julho de 1972.
- Born to Boogie (1972)  –  Documentário estrelando Marc Bolan, T. Rex, Elton John e Ringo Starr; produzido e dirigido por Ringo Starr; filmado em março–abril de 1972. Distribuído pela Apple Films. Estreia mundial/Reino Unido: Londres, 18 de dezembro de 1972.
- Son of Dracula (1974)  – Estrelando Harry Nilsson, Ringo Starr, Suzanna Leigh, Freddie Jones e Dennis Price; produzido por Ringo Starr, Jerry Gross e Tim Van Rellim; dirigido por Freddie Francis; roteiro de Jennifer Jayne; filmado em agosto–outubro de 1972; 90 minutos. Distribuído pela Cinemation Industries. Estreia mundial/Estados Unidos: Atlanta, Geórgia, Estados Unidos, 19 de abril de 1974.
- Little Malcolm (1974)  –  Estrelando John Hurt, John McEnery, Raymond Platt, Rosalind Ayres e David Warner; produzido por George Harrison e Gavrick Losey; dirigido por Stuart Cooper; roteiro de David Halliwell e Derek Woodward; 109 minutos. Distribuído pela Apple Films. Estreia mundial/Europeia: Berlim, julho de 1974.

### Apple Publishing
O braço de publicação musical da Apple antecedeu a gravadora. Em setembro de 1967, os primeiros artistas contratados pela Apple Publishing foram dois compositores de Liverpool. Paul Tennant e David Rhodes receberam uma oferta de contrato após conhecerem McCartney no Hyde Park. Eles foram aconselhados por Epstein a formar uma banda depois que ele e Lennon ouviram suas demos, chamando o grupo de Focal Point. Epstein deveria ter sido o empresário da banda, mas morreu antes de poder se envolver. Terry Doran MD da Apple Publishing tornou-se seu empresário e eles foram contratados pela Deram Records. A Apple publicou as canções escritas pelo próprio grupo no início de 1968. Outra banda antiga em sua lista de publicações foi o grupo Grapefruit.
A Apple Publishing Ltd. também foi usada como uma solução temporária para Harrison e Starr, que buscavam transferir o controle de suas próprias músicas da Northern Songs, cujo status era pouco mais do que o de escritores pagos. (Harrison mais tarde fundou a Harrisongs, e Starr criou a Startling Music). Os maiores sucessos editoriais da Apple foram os sucessos do Badfinger "No Matter What", "Day After Day" e "Baby Blue", todos escritos pelo membro do grupo Pete Ham, e "Without You", do Badfinger, uma canção escrita por Ham e seu colega de banda, Tom Evans. "Without You" se tornou um hit número 1 nas paradas mundiais de Harry Nilsson em 1972 e Mariah Carey em 1993. Em 2005, no entanto, a Apple perdeu os direitos de publicação nos EUA do trabalho de Ham e Evans. Esses direitos foram transferidos para a Bug Music, agora uma filial da BMG Rights Management.
A Apple também assumiu tarefas de publicação, em vários momentos, para outros artistas da Apple, incluindo Yoko Ono, Billy Preston e o Radha Krishna Temple. A Apple recebeu um grande número de fitas demo; algumas músicas foram publicadas, algumas foram lançadas por outras gravadoras e apenas Benny Gallagher e Lyle foram mantidos como compositores internos antes de cofundarem a McGuinness Flint. Muitas dessas demos foram reunidas em uma série de CDs lançados pela Cherry Red Records. Eles são intitulados 94 Baker Street, An Apple for the Day, Treacle Toffee World, Lovers from the Sky: Pop Psych from the Apple Era 1968-1971 e 94 Ba Baker Street Revisited: Poptastic Sounds from the Apple Era 1967-1968.
O Apple Books estava praticamente inativo e teve poucos lançamentos. Um lançamento notável foi o livro que acompanhou a prensagem inicial do álbum Let It Be, intitulado The Beatles Get Back, contendo fotografias de Ethan Russell e texto dos escritores da Rolling Stone, Jonathan Cott e David Dalton. Embora o livro tenha sido creditado à Apple Publishing, todo o trabalho no projeto foi feito por freelancers.

### Apple Records e Zapple Records
A partir de 1968, novos lançamentos dos Beatles foram lançados pela Apple Records, embora os direitos autorais permanecessem com a EMI, e os números de catálogo da Parlophone/Capitol continuassem a ser usados. Os lançamentos da Apple de gravações de outros artistas além dos Beatles, no entanto, usavam um novo conjunto de números, e os direitos autorais eram detidos principalmente pela Apple Corps Ltd. Mais do que uma "gravadora de vaidade", a Apple Records desenvolveu uma lista eclética própria, lançando discos de artistas tão diversos quanto o guru indiano do sitar Ravi Shankar, a cantora galesa de música fácil Mary Hopkin, a banda de power-pop Badfinger, o compositor de música clássica John Tavener, o cantor de soul Billy Preston, o cantor folk James Taylor, a cantora de R&B Doris Troy, a banda de rock underground de Nova York Elephant's Memory, a garota má original do rock and roll Ronnie Spector, a cantora de rock Jackie Lomax, o Modern Jazz Quartet e o Radha Krishna Temple de Londres.
Desde o início da Apple, McCartney e Lennon estavam muito interessados em lançar uma gravadora de baixo custo para lançar o que seria essencialmente conhecido três décadas depois como "audiolivros". Em outubro de 1968, a Apple contratou Barry Miles, que era coproprietário da livraria Indica com John Dunbar e Peter Asher, para gerenciar o proposto selo de palavra falada. A ideia inicial da Zapple Records era lançar discos de vanguarda e de palavra falada a um preço reduzido, comparável ao de um romance de bolso. Embora a ideia parecesse boa no papel, a realidade é que quando os poucos discos lançados pela Zapple finalmente chegaram às lojas, eles tinham o mesmo preço de qualquer outro álbum de música de preço integral. A Zapple Records foi fundada em 3 de fevereiro de 1969, mas depois que Klein foi contratado para administrar os negócios da Apple Corps, ela foi fechada após apenas dois lançamentos: Unfinished Music No. 2: Life with the Lions, de Lennon e Ono, e Electronic Sound, de Harrison.

### Apple Retail
A Apple Boutique era uma loja de varejo localizada na 94 Baker Street, em Londres, e foi um dos primeiros empreendimentos comerciais da Apple Corps. O amigo de escola de Lennon, Pete Shotton, foi contratado como gerente, e o coletivo de design holandês The Fool foi contratado para projetar a loja e grande parte da mercadoria. A loja foi inaugurada com grande alarde em 7 de dezembro de 1967, com a presença de Lennon e Harrison (Starr estava filmando e McCartney estava de férias). A boutique nunca foi lucrativa, em grande parte devido aos furtos praticados pelos clientes e pelos seus próprios funcionários. Após a renúncia de Shotton, John Lyndon assumiu, mas sua experiência em gestão não conseguiu salvar a empresa. O estoque restante da loja foi liquidado por meio de doações, depois que os Beatles individuais levaram o que quiseram na noite anterior ao seu fechamento. A boutique fechou suas portas em 31 de julho de 1968.

### Apple Studio

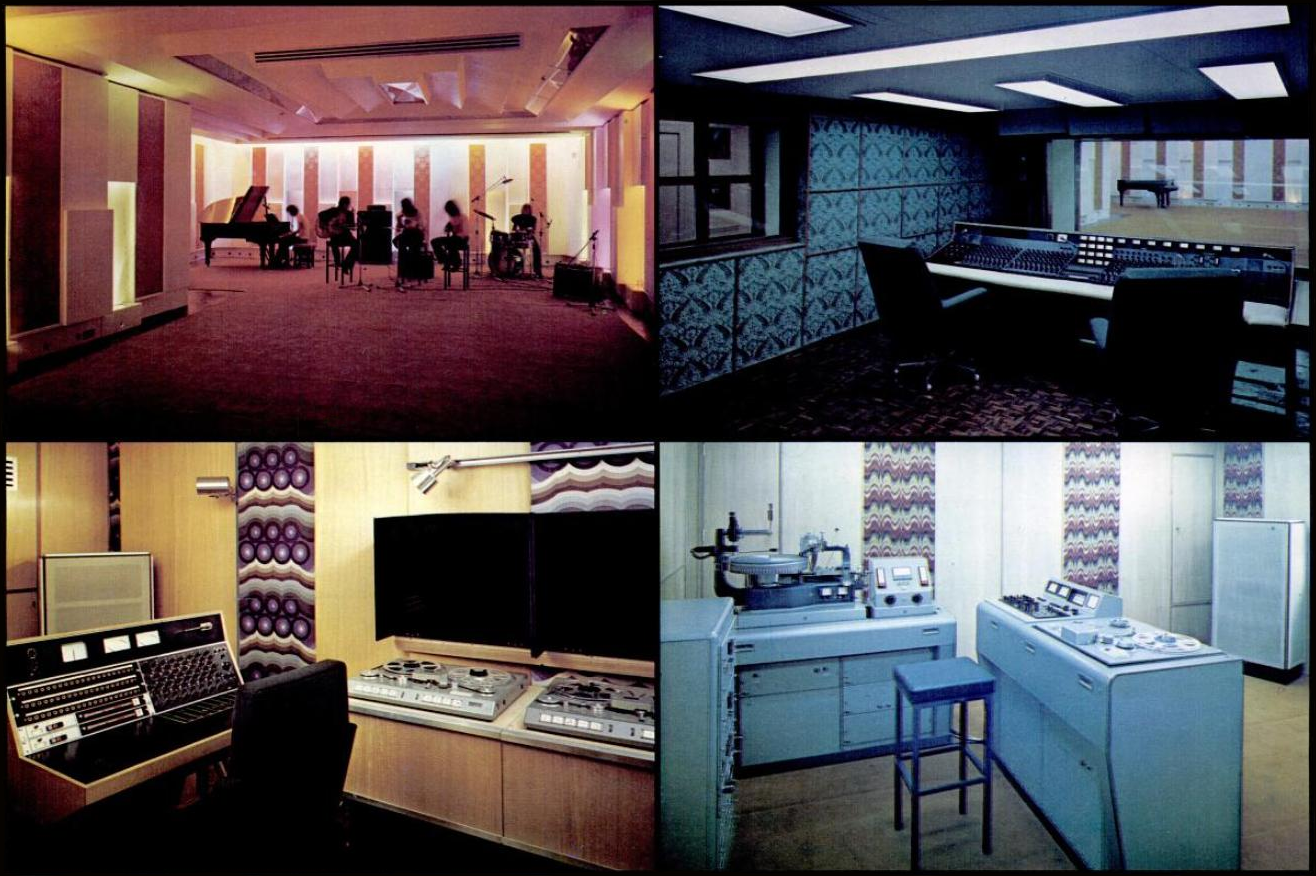
Apple Studio em 1971

O Apple Studio era um estúdio de gravação, comprado em 1968 e localizado no porão da sede da Apple Corps em 3 Savile Row. A instalação foi renomeada para Apple Studios após sua expansão em 1971.
Originalmente projetada por Alex Mardas, da Apple Electronics, a instalação inicial provou ser impraticável − com quase nenhum recurso de estúdio padrão, como um patch bay ou um sistema de comunicação entre o estúdio e a sala de controle, muito menos as inovações prometidas por Mardas − e teve que ser descartada. No entanto, os Beatles gravaram e filmaram partes de seu álbum Let It Be no Apple Studio, com equipamentos emprestados da EMI; durante as tomadas, eles tiveram que desligar o aquecimento central do prédio, também localizado no porão, porque a falta de isolamento acústico permitia que o sistema de aquecimento fosse ouvido no estúdio.
O redesenho e a reconstrução do porão para acomodar instalações de gravação adequadas foram supervisionados pelo ex-engenheiro da EMI Geoff Emerick e levaram dezoito meses a um custo estimado de US$ 1,5 milhão. O engenheiro técnico dos Beatles, Claude Harper, também auxiliou no projeto. O estúdio foi reaberto em 30 de setembro de 1971 e agora incluía sua própria câmara de eco natural, uma ampla variedade de instalações de gravação e masterização, e podia produzir fitas master e discos mono, estéreo e quadrifônicos. Em 1971, custaria £37 por hora (equivalente a £700 em 2021)  para gravar em 16 trilhas, £29 por hora (equivalente a £ 500 em 2021)  para mixar em estéreo e £12 (equivalente a £200 em 2021)  para cortar um master de 12". George Harrison compareceu à festa de lançamento, junto com Pete Ham do Badfinger e Klaus Voormann.
O estúdio se tornou um segundo lar para os artistas da Apple Records, embora eles também usassem o Abbey Road e outros estúdios em Londres, incluindo Trident Studios, AIR Studios, Morgan Studios e Olympic Studios ou outros lugares. O único lançamento solo dos Beatles a usar o Apple Studio para uma parte significativa de sua produção foi o álbum Living in the Material World de Harrison, de 1973, embora se acredite que a maior parte da gravação tenha ocorrido em seu estúdio Friar Park.
Os primeiros projetos a serem realizados lá após a reabertura foram a gravação do álbum Brother de Lon & Derrek Van Eaton, e a overdubbing e mixagem do Straight Up de Badfinger. Outros artistas como Fanny, Harry Nilsson, Nicky Hopkins, Wishbone Ash, Viv Stanshall, Stealers Wheel, Lou Reizner, Clodagh Rodgers e Marc Bolan (como mostrado no filme Born To Boogie) também trabalharam lá. O Apple Studio encerrou suas operações em 16 de maio de 1975.

## Disputas legais

### Apple Corps v. Apple Computer
Em 1978, a Apple Records entrou com uma ação contra a Apple Computer (hoje Apple Inc.) por violação de marca registrada. O processo foi resolvido em 1981 com o pagamento de US$ 80.000 (US$ 268 111 em 2023 ) à Apple Corps. Como condição do acordo, a Apple Computer concordou em ficar fora do mercado musical. Uma disputa surgiu posteriormente em 1989, quando a Apple Corps processou, alegando que a capacidade das máquinas da Apple Computer de reproduzir música MIDI era uma violação do acordo de 1981. Em 1991, foi alcançado outro acordo, de cerca de 26,5 milhões de dólares. Em setembro de 2003, a Apple Computer foi novamente processada pela Apple Corps, desta vez por introduzir a iTunes Music Store e o iPod, o que a Apple Corps afirmou ser uma violação do acordo da Apple de não distribuir música. O julgamento teve início em 29 de março de 2006 no Reino Unido, e, numa sentença proferida em 8 de maio de 2006, a Apple Corps perdeu o caso.
Em 5 de fevereiro de 2007, a Apple Inc. e a Apple Corps anunciaram um acordo sobre sua disputa de marca registrada, segundo o qual a Apple Inc. assumiu a propriedade de todas as marcas registradas relacionadas à "Apple" (incluindo todos os designs dos famosos logotipos "Granny Smith" da Apple Corps Ltd.), e licenciou algumas dessas marcas registradas de volta para a Apple Corps para seu uso contínuo. O acordo encerrou o processo de marca registrada em andamento entre as empresas, com cada parte arcando com seus próprios custos legais, e a Apple Inc. continuou usando seu nome e logotipos no iTunes. O acordo inclui termos que são confidenciais. Mais tarde, a Apple Computer confiou no primeiro uso dos Beatles em 1968 para estabelecer a propriedade e a prioridade da marca registrada APPLE MUSIC antes do uso do APPLE JAZZ por um músico em 1985 para concertos musicais.
O site do videogame The Beatles: Rock Band da Harmonix foi a primeira evidência do acordo entre a Apple, Inc. e a Apple Corps Ltd.: "Apple Corps" é mencionada com destaque em todo o texto, e o logotipo da Apple "Granny Smith" aparece, mas o texto abaixo do logotipo agora diz "Apple Corps" em vez do antigo "Apple". Os reconhecimentos do site declaram especificamente que "'Apple' e o 'logotipo Apple' são licenciados exclusivamente para a Apple Corps Ltd".
Em 16 de novembro de 2010, a Apple Inc. lançou o catálogo completo dos Beatles na iTunes Store.

### Apple v. EMI
Os Beatles alegaram em um processo de 1979 que a EMI e a Capitol haviam pago menos à banda em mais de £ 10,5 milhões. Um acordo foi alcançado nesse caso em 1989, que concedeu à banda uma taxa de royalties maior e exigiu que a EMI e a Capitol seguissem requisitos de auditoria mais rigorosos. Em um caso iniciado em 2005, a Apple, em nome dos Beatles sobreviventes e parentes dos falecidos membros da banda, processou novamente a EMI por royalties não pagos. O caso foi resolvido em Abril de 2007 com uma conclusão “mutuamente aceitável”, que permaneceu confidencial.

### Apple v. Nike/EMI
Em julho de 1987, a Apple Corps processou a Nike Inc, a Wieden+Kennedy (agência de publicidade da Nike), a EMI e a Capitol Records pelo uso da música "Revolution" em um comercial da Nike de 1987. A Apple alegou que não foi informada sobre o uso da música e não foi paga pelo uso contínuo e, portanto, processou as quatro empresas em US$ 15 milhões. A EMI respondeu afirmando que o caso era "infundado" à alegação de que eles tinham o "apoio ativo e encorajamento de Yoko Ono Lennon", que detém 25% da Apple Corps por meio do espólio de Lennon, e foi citada dizendo: "[O comercial] está tornando a música de John acessível a uma nova geração". O advogado da Apple respondeu afirmando que a Apple não pode tomar medidas a menos que todas as quatro ações estejam de acordo, o que significa que Ono deve ter apoiado a ideia de tomar medidas legais no momento em que a decisão foi tomada. Harrison disse o seguinte sobre o uso não autorizado de músicas dos Beatles para publicidade, bem como a importância deste caso em particular:
Bem, do nosso ponto de vista, se isso acontecer, todas as músicas dos Beatles já gravadas serão propaganda de roupas íntimas femininas e salsichas. Temos que acabar com isso para estabelecer um precedente. Caso contrário, será um vale-tudo. Uma coisa é quando você está morto, mas ainda estamos por aí!  Eles não têm nenhum respeito pelo fato de termos escrito e gravado essas músicas, e foram nossas vidas.
Em 9 de novembro de 1989, o processo foi resolvido fora do tribunal. Assim como em casos anteriores entre a Apple e a EMI, uma condição do acordo era que os termos do acordo fossem mantidos em segredo. No entanto, um porta-voz de Ono sugeriu que, no final de uma "miríade confusa de questões", houve uma grande troca de dinheiro. A Nike também deixou de usar a música para publicidade em março de 1988.